# ジャンリシャール
ジャンリシャール（JEANRICHARD）は、スイスの時計メーカーである。コスト削減しながらハイクオリティな仕上げを維持している。
17世紀、時計師のダニエル・ジャンリシャールはジュウ渓谷に時計工房を設立した。これによってダニエル・ジャンリシャールの名を継承したメーカーである。
2004年に初の自社製キャリバー「JR1000」を開発した。
2013年、ケース共通化するため「多重構造コンセプト」を発表し、全シリーズを一新させた。